# Vicon

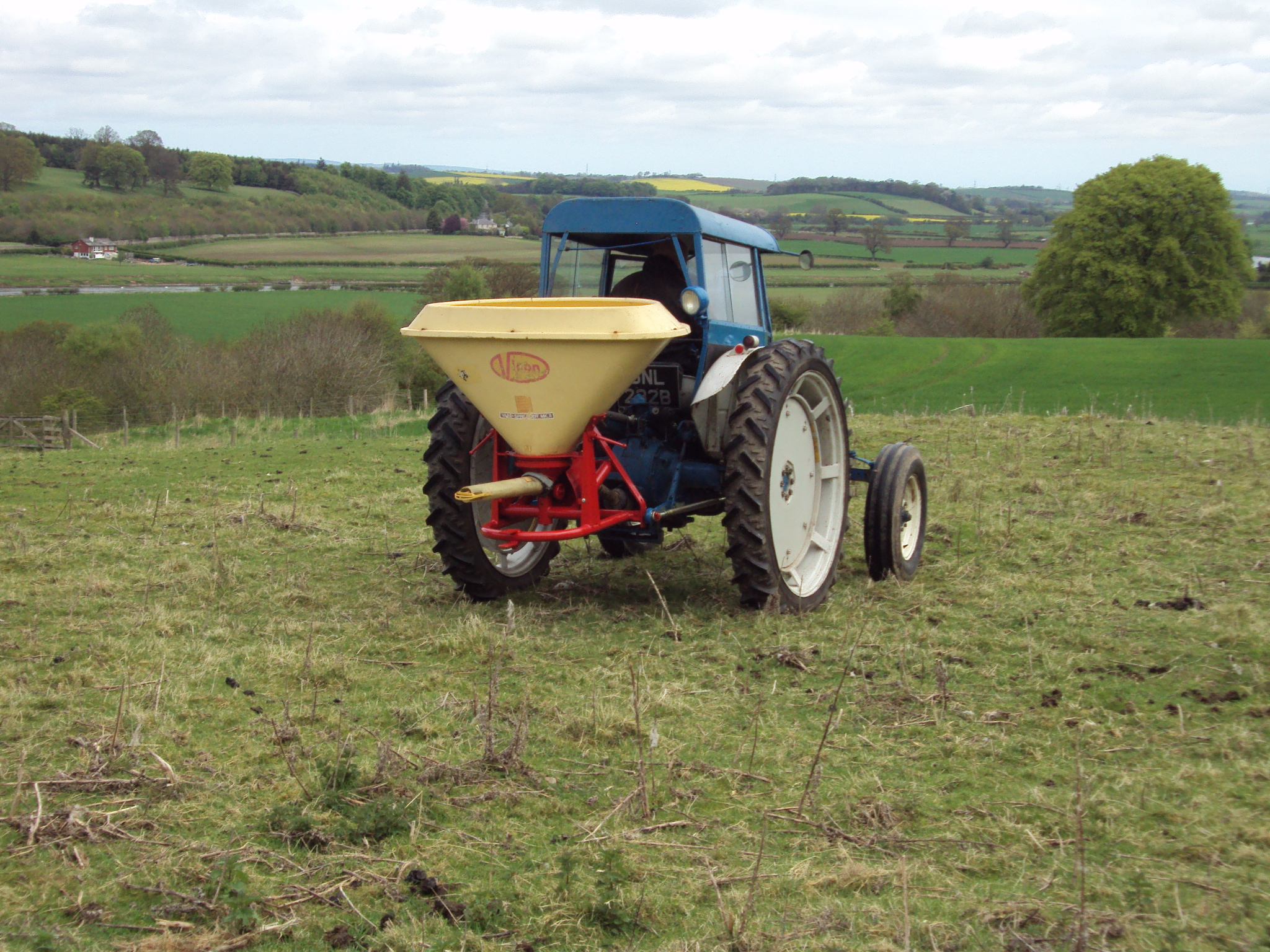
Vicon kunstmeststrooier.

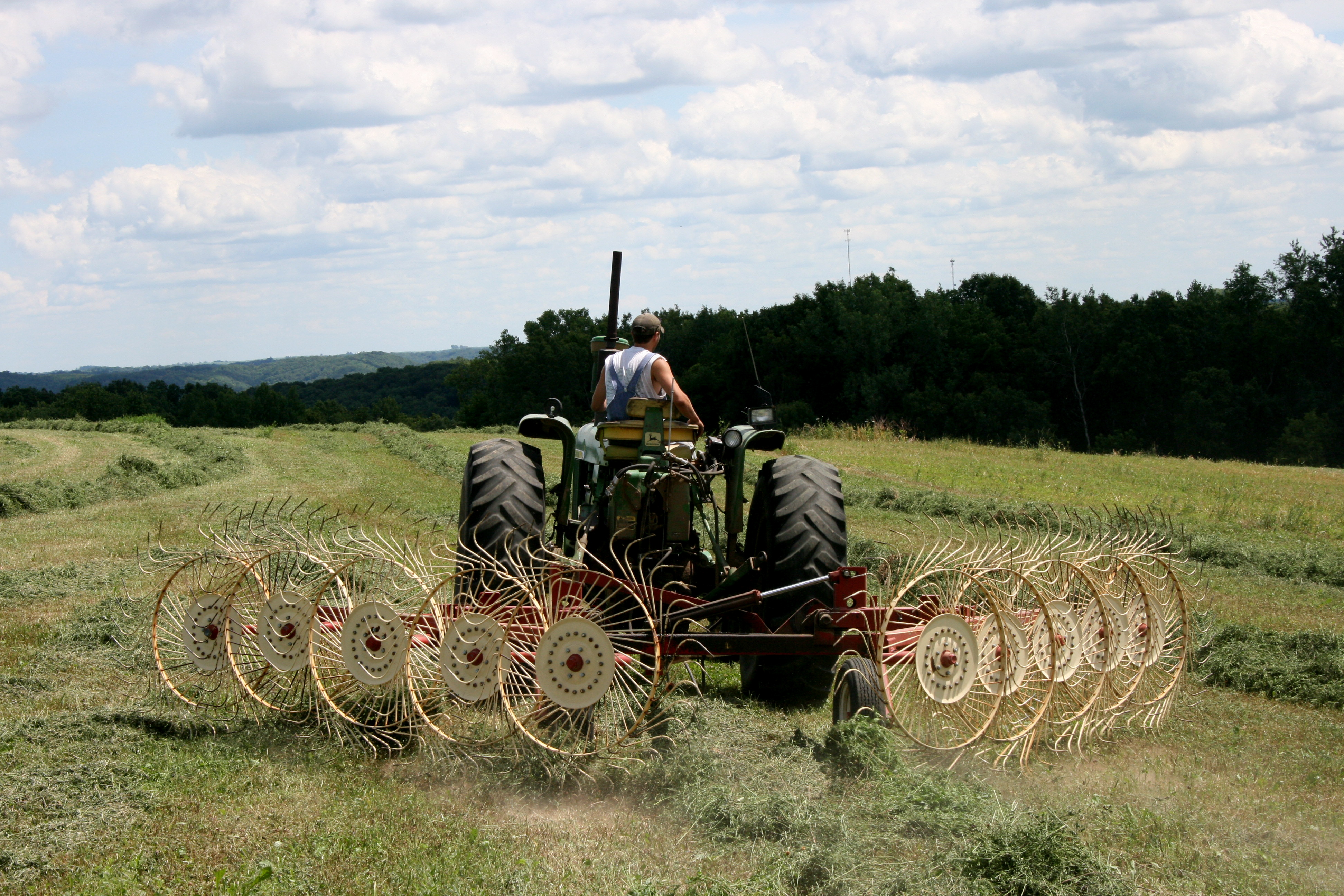
Vicon dubbele harkkeerder.

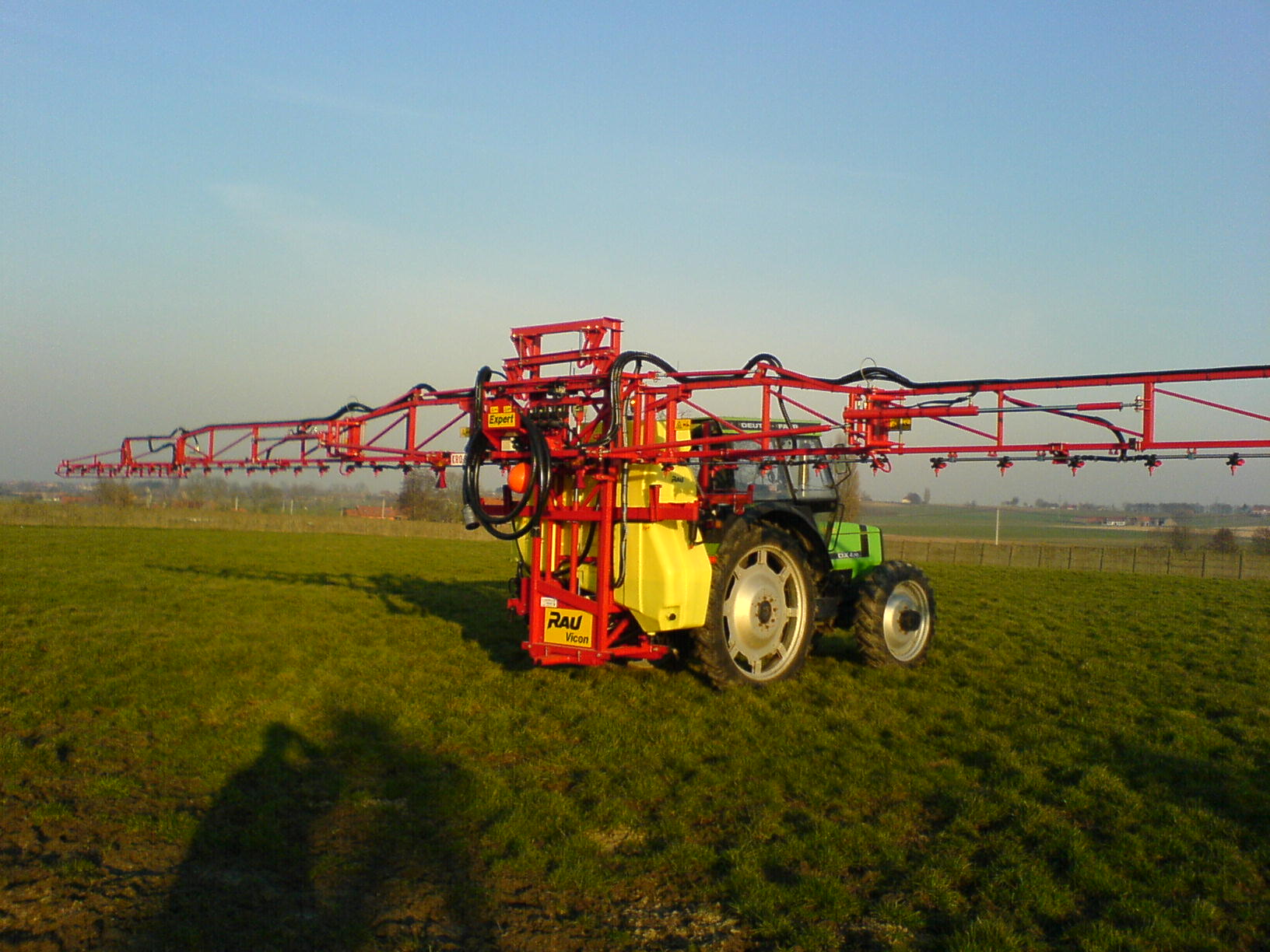
Vicon gedragen spuitmachine.

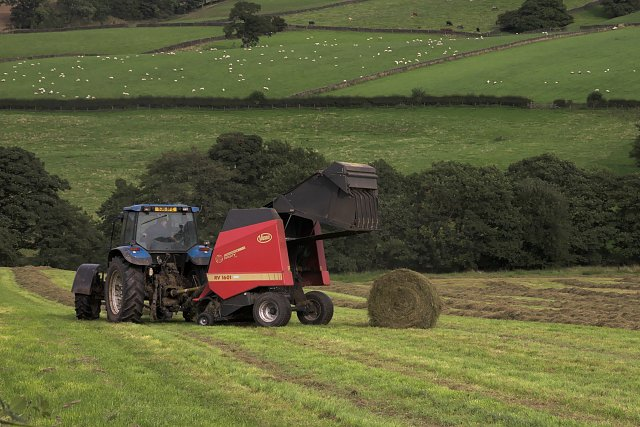
Vicon hooibouwwerktuig.

Vicon (VIssers Construction Nieuw-Vennep) is een voormalig producent van landbouwwerktuigen uit Nieuw-Vennep. Het is tegenwoordig onderdeel van de Noorse Kverneland Group, waarbij Vicon als merknaam wordt gevoerd voor een reeks landbouwwerktuigen.

## Geschiedenis
Vicon was in 1910 opgericht door Hermanus Vissers, die zich in 1904 had gevestigd in de Haarlemmermeer als bedrijfsboer en loonwerker. Vissers begon als loonwerker met een graanmaaier van McCormick, die nog werd voortgetrokken door drie paarden. Pas na de Tweede Wereldoorlog kwam hier een trekker voor. De naam Vicon was ontstaan door samenvoeging van Vissers Constructie Nieuw-Vennep. Vissers richtte zich in eerste instantie op het verkopen en repareren van landbouwwerktuigen. In 1933 kwam Hermanus Vissers te overlijden en werd het bedrijf voortgezet door zijn drie zoons Herbert, Bas en Joop.
Na 1940 begon het bedrijf met de ontwikkeling van eigen landbouwwerktuigen, waaronder een kunstmeststrooier, zaaimachine, grasmaaier en graanmaaier. Een van de andere eigen producten was een aardappelpootmachine waarvan er na introductie op de Jaarbeurs in Utrecht in 1946, naar eigen zeggen, meteen 1.000 werden verkocht. Het product waar Vicon internationale bekendheid verwierf was de harkkeerder ofwel Acrobaat. Deze was ontworpen door boer Cor van der Lely in Maasland, en vanaf 1962 door Vicon in productie genomen. Het ontwerp kon voor of achter op de trekker gemonteerd worden en is later ook dubbel uitgevoerd.
In zijn hoogtijdagen eind jaren 1980 behoorde Vicon met Lely uit Maasland, en PZ Zweegers & Zonen uit Geldrop tot de drie producenten van landbouwwerktuigen, die de Nederlandse landbouwmachine-industrie domineerden. Deze tak van de Nederlandse industrie telde indertijd zo'n 235 bedrijven en gaf werk aan 5200 man. In die hoogtijdagen werden de Vicon producten wereldwijd afgezet en werkten er wereldwijd zo'n 1200 man. In de jaren 1980 heeft Vicon ook samengewerkt met het landbouwautomatiseringsbedrijf Nedap aan de ontwikkeling van melkrobots voor het melken van koeien.
Voor de overname door de Kverneland Group is Vicon drie maal gefuseerd met andere landbouwmachinefabrieken: Met PZ uit Geldrop, met de werktuigendivisie van Deutz-Fahr uit Duitsland, en met Rivierre Casalis uit Frankrijk.

## Bekendere producten
- Aardappelrooier
- Balenpers
- Hooibouwwerktuig
- Kunstmeststrooier
- Spitmachine ontworpen door Alexandre Horowitz

## Publicaties
- Arthur Nutbey (2010). Vicon: 100 jaar landbouwmechanisatie. Vicon (Nieuw-Vennep)